# Хаку
Хаку е жител от Земята на Водата. Той наследява Кеккей Генкай от майка си. Това е способност Ice Release („Ледено освобождаване“), която му позволява да контролира два вида чакра. Хаку е в състояние да контролира заедно водни и вятърни чакри, това му дава възможност да използва ледена чакра. Когато бащата на Хаку разбрал, събрал малка тълпа и убил жена си. Щял е да направи същото и с Хаку, но той неумишлено създал поле от ледени висулки минаващи през цялата къща, убивайки баща си и тълпата. Хаку избягва в паника.
Осиротял, Хаку скитал през Страната на Водата като просяк, докато не бил намерен от Забуза Момочи, който се съгласил да го вземе под крилото си, предупреждавайки Хаку да не очаква никакво другарство. Хаку бързо приел това правило, посветявайки живота си на това да бъде оръжието на Забуза. През годините Хаку е трениран от Забуза, и през това време бил защитаван от него. Забуза не позволявал на никой да го докосва. В неговата преданост към Забуза, Хаку открива целта си в живота– да бъде използван от Забуза, и да прави каквото ми се нареди, за да има смисъл живота му.
Хаку се появява за кратко, и се отличава по женските дрехи с които се облича, с цел да обърка за пола си, не само в анимето. Наруто Узумаки го намира дори по-сладък от Сакура Харуно, преди да разбере че всъщност е момче♂.

## Допълнителна информация:
Възраст:15
пол;момче
Първо показване:
-В манга: 2 глава
-В сериала:9 епизод
Тегло:43.2 kg
Височина:155.9 cm
Дата на раждане: 9 януари
Кръвна група:O
Роднини: Забуза Момочи